# Willibald Schmaus
Willibald Schmaus (né le 16 juin 1912 en Autriche-Hongrie et mort le 27 avril 1979) était un joueur international de football autrichien qui jouait gardien de but.

## Biographie
Schmaus le Viennois, passe toute sa carrière dans le club de Vienne du First Vienna FC.
En international, il joue 15 fois avec l'équipe d'Autriche et participe à la coupe du monde 1934 en Italie. Après l'annexion de son pays par Adolf Hitler, il joue avec l'équipe d'Allemagne et participe à la coupe du monde 1938 en France.